# Königshaus (Leipzig)

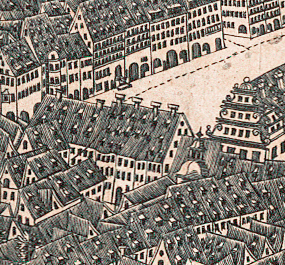
Rückseitige Ansicht des Vorgängerbaus des Königshauses in Leipzig, 1595

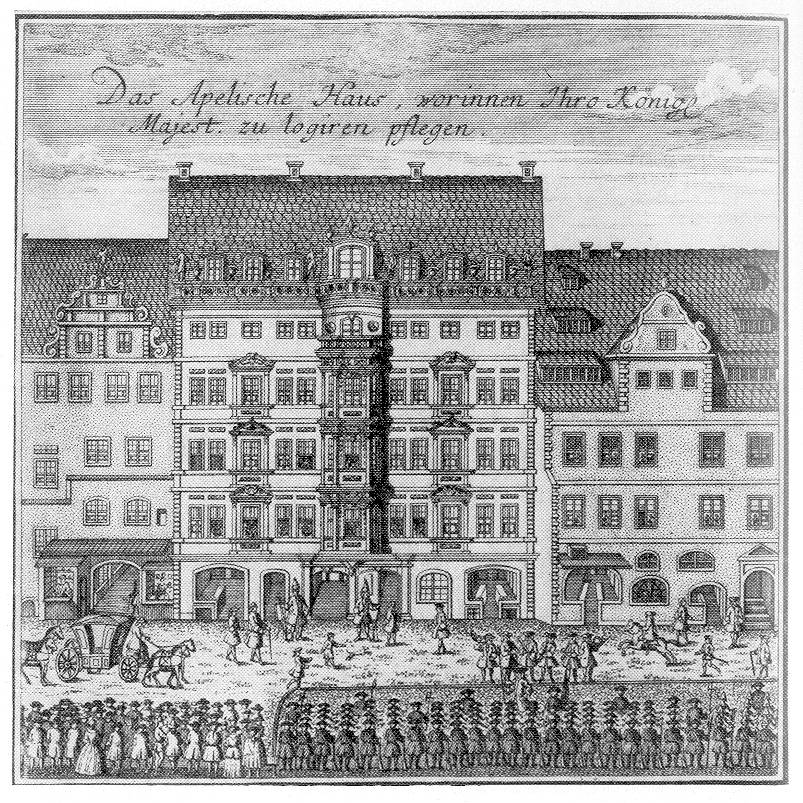
Apelsches Haus als Gästehaus. Kupferstich um 1720

Das Königshaus (bis 1904 Apelsches Haus oder Apels Haus; zeitweilig auch Thomésches Haus) ist ein kulturgeschichtlich bedeutendes Bürgerhaus an der Südseite des Leipziger Marktes (seit 1885 Markt 17, vorher Markt 2). Es wurde um 1560 errichtet und 1706/07 unter Beibehaltung der alten Bausubstanz nach Plänen des Baumeisters Johann Gregor Fuchs im barocken Stil aufwändig umgebaut. Nach dem Auftraggeber des neuen Besitzers, dem Großkaufmann Andreas Dietrich Apel, hieß es zunächst Apelsches Haus oder Apels Haus. Seinen heutigen Namen erhielt es mit der Umwandlung in ein Geschäftshaus im Jahr 1904. Der Name erinnert an den sächsischen Kurfürsten und König von Polen August den Starken, der bei seinen zahlreichen Besuchen in Leipzig stets im Königshaus logierte.

## Geschichte
Seit Mitte des 15. Jahrhunderts waren die Vorgängerbauten des Königshauses in Besitz bedeutender Leipziger Händler und Kaufleute, der erste Eigentumsnachweis stammt von 1459. Im Jahr 1507 wurde das Haus von seinem damaligen Besitzer Dietrich Monia erstmals neu errichtet. Ab 1639 war das Gebäude unter dem Namen Helffrichsches Haus bekannt, benannt nach dem Ehemann der damaligen Besitzerin, Paul Helffrich. Von 1631 bis 1661 befand sich vor dem Gebäude ein kleines Wachhaus, welches auf zeitgenössischen Stadtansichten gut zu erkennen ist. 1664 erwarb der angesehene Mediziner und Universitätsrektor Gottfried Welsch das Haus, bis zum Kauf durch Apel im Jahr 1704 war es in Besitz der Gelehrtenfamilie Welsch. In dieser Zeit nannte man es das Welschische Haus.
Über das Aussehen des Hauses vor dem grundlegenden Umbau Anfang des 18. Jahrhunderts durch Andreas Dietrich Apel ist wenig bekannt. Auf zwei Stichen aus den Jahren 1595 bzw. 1615 ist lediglich zu erkennen, dass sein Dach mit zwei Reihen Dachfenstern und vier großen Schornsteinen über die benachbarten Häuser hinausragte. Um 1610 erhielt das Haus eine fast das gesamte Erdgeschoss einnehmende Kreuzgewölbehalle und einen Renaissance-Wendelstein aus Rochlitzer Porphyrtuff, der noch erhalten ist.
Aus erhaltenen Plänen geht hervor, dass während des barocken Umbaus von 1706/07 unter anderem die Fenster erhöht, die Läden verändert und ein Dacherker aufgesetzt wurden. Als bedeutendste Neuerung wurde der Fassade zum Markt an der Mittelachse ein dreistöckiger Holzerker mit darauf befindlichem Altan, der von einem Balustergeländer begrenzt wird, vorgeblendet.
Nach Apels Tod im Jahr 1718 war das Haus über Generationen hinweg im Besitz der Leipziger Familie Thomae. Im 19. Jahrhundert besaß unter anderem Christian Friedrich Lehmann, Klavierfabrikant und Besitzer von Lehmanns Garten (ehemals Kleinbosischer Garten), das Königshaus.
1904 ließ der Exportverein des Königreiches Sachsen das Gebäude zum Geschäftshaus umwandeln, ab 1907 hatte der Verein im Haus seinen Sitz. Zwischen 1906 und 1913 befand sich das Kino American Theater im Königshaus. Der Architekt Gustav Pflaume brach 1915/16 alle Seiten- und Hintergebäude ab und baute es zum Messehaus um, wobei das Kreuzgewölbe im Erdgeschoss zum Teil entfernt wurde. Das Dach, das ursprünglich eine mit Vasen besetzte Attika sowie den bereits erwähnten Dacherker umfasste, wurde durch ein modernes Satteldach mit zwei Fensterreihen ersetzt. Die barocke Fassade blieb dagegen weitestgehend vollständig erhalten, ebenso einige Stuckdecken im Innenbereich.
1932 legte der Architekt Curt Schiemichen im Erdgeschoss eine Passage an, die ursprünglich zur Petersstraße, seit 1963 nach teilweiser Kriegszerstörung zur Messehofpassage führt. Heute wird das Königshaus als Geschäfts- und Bürogebäude genutzt.
Die Schaufenster- und äußere Fassade des Erdgeschosses wurde seit Mitte des 19. Jahrhunderts stark verändert, unter Schiemichen wurde 1932 der Sockel unterhalb des dreistöckigen Erkers entfernt. Mitte der 1990er Jahre erhielt die Fassade wieder weitestgehend ihren barocken Zustand.

## Historische Bedeutung

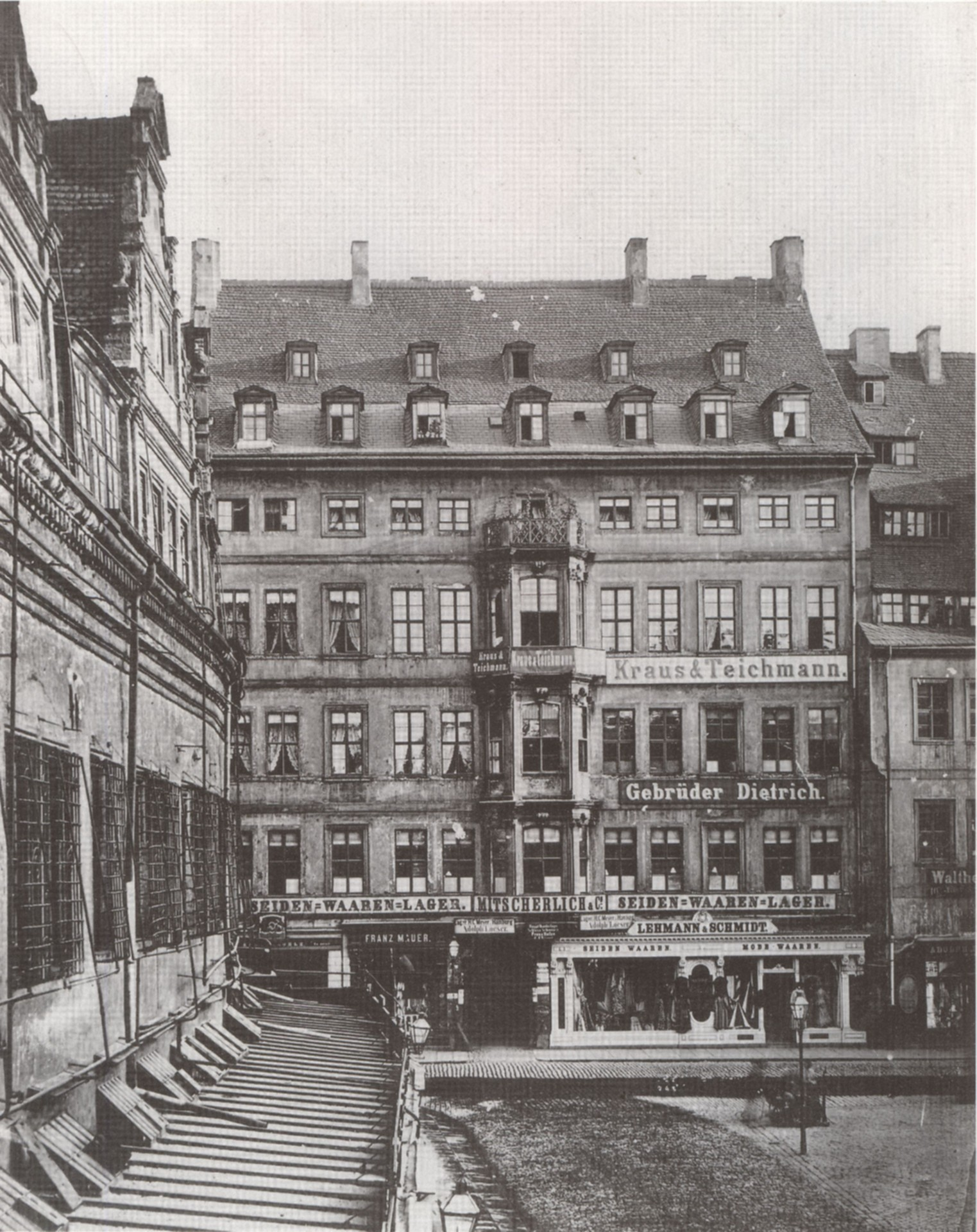
Königshaus um 1875

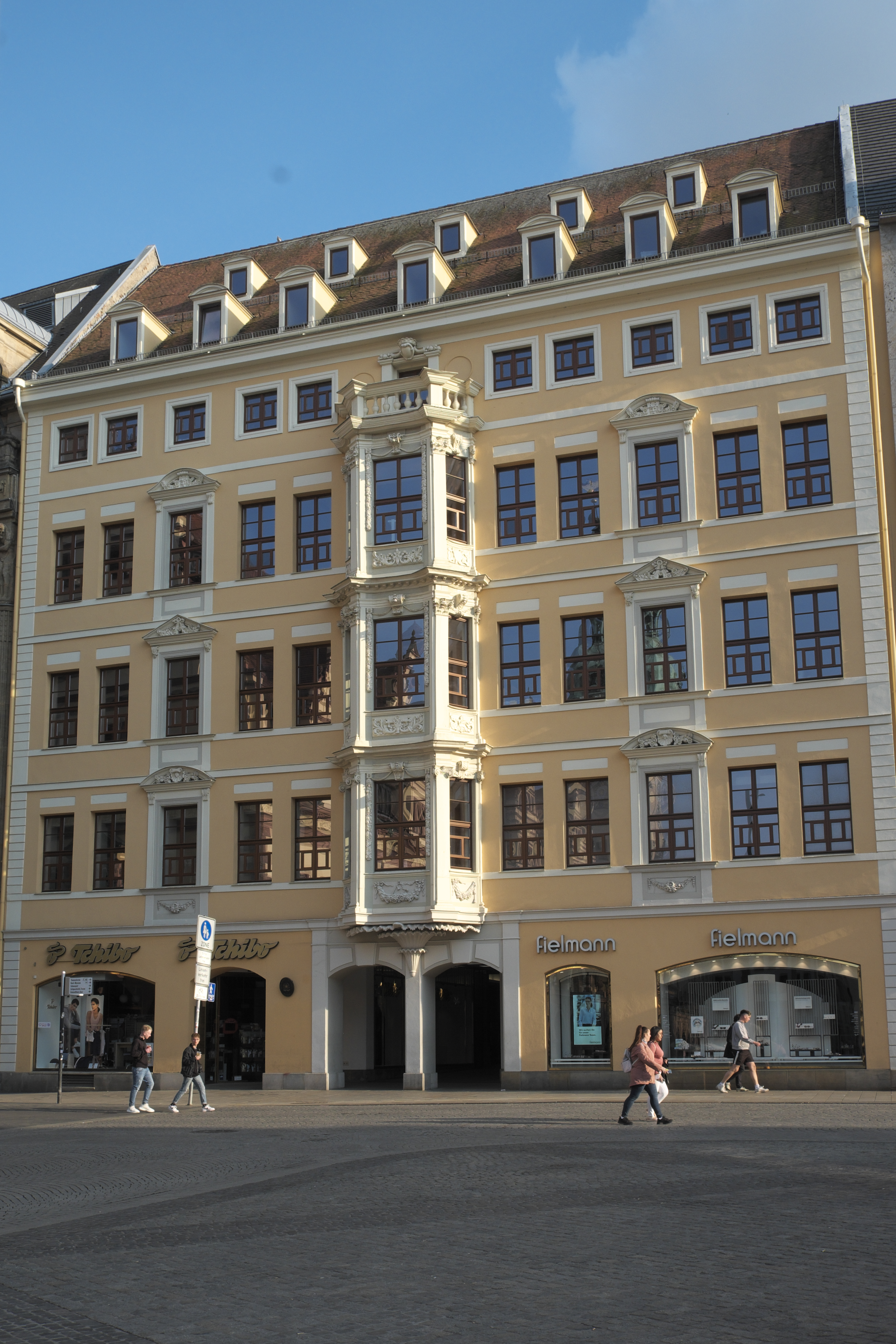
Königshaus (2022)

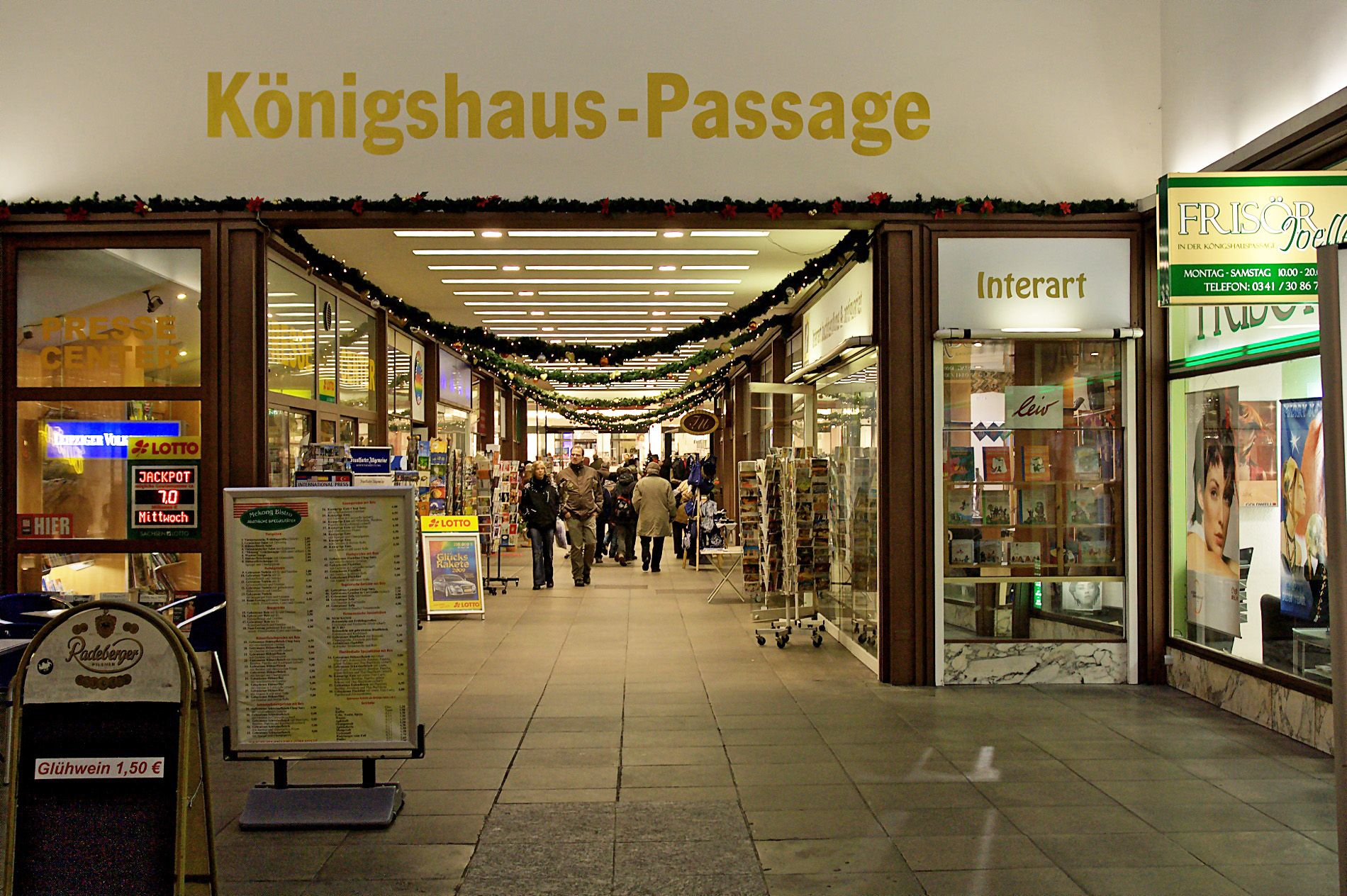
Passage im Königshaus

Berühmt ist das Königshaus vor allem als Gästehaus der Stadt Leipzig für hochrangige Besuche zwischen dem 16. und 19. Jahrhundert. Nach Anmietung des ersten Stockwerkes durch die Stadt waren unter anderem 1586 der sächsische Kurfürst Christian I. und 1631 Kurfürst Georg Wilhelm von Brandenburg im Haus zu Gast. 1692 fand im Gebäude die Hochzeit zwischen Kurfürst Johann Georg IV. und Eleonore von Ansbach-Brandenburg statt. Nachweislich übernachteten außerdem August der Starke bei seinen regelmäßigen Messeaufenthalten in Leipzig und der russische Zar Peter der Große im Jahre 1698 im Königshaus. August der Starke feierte hier zudem mehrmals seinen Geburtstag. 1699 ließen sich Markgraf Georg Wilhelm von Brandenburg-Bayreuth und Sophia von Sachsen-Weißenfels im damals Welschischen Haus trauen. Der preußische König Friedrich der Große weilte während des Siebenjährigen Krieges zwei Mal im Königshaus, wo er am 18. Dezember 1760 den Leipziger Literaturprofessor Christian Fürchtegott Gellert empfing. Für hochrangige Gäste wurde zwischen Königshaus und dem schräg gegenüber befindlichen Alten Rathaus im 18. Jahrhundert mehrmals eigens eine hölzerne Behelfsbrücke errichtet. Diese hatte solche Ausmaße, dass auf der Brücke Soldaten für die vorbeischreitenden Regenten Spalier stehen konnten.
Im Vorfeld der Befreiungskriege logierte im Jahr 1809 Jérôme Bonaparte, Bruder des französischen Kaisers Napoléon Bonaparte und König von Westphalen, im Gebäude. Während der Völkerschlacht bei Leipzig im Jahre 1813 übernachtete der sächsische König Friedrich August I. samt Familie und Entourage hier. Napoléon Bonaparte besuchte ihn nach verlorener Schlacht am 19. Oktober 1813 im Königshaus, direkt von hier aus floh der französische Kaiser aus der Messestadt. Friedrich August I. wurde noch am gleichen Tag vor Ort verhaftet, die Königsfamilie verblieb noch bis zu ihrer Abreise am 23. Oktober nach Berlin im Königshaus. Danach wurde das Gebäude zum Hauptquartier des verbündeten Generalgouverneurs von Sachsen, des russischen Fürsten Repnin-Wolkonski. Am 15. Oktober 1820 verstarb der Oberbefehlshaber der Verbündeten, Karl Philipp Fürst zu Schwarzenberg, während eines Besuches am Ort seines Sieges über Napoleon im Königshaus. Im Zuge der Huldigungsreise des sächsischen Königs Anton erlag dessen Ehefrau Maria Theresia von Österreich hier am 7. November 1827 einer kurzen und schweren Krankheit, damit endete die Geschichte des Königshauses als Unterkunft für offizielle Gäste der Stadt Leipzig.
Im zugehörigen Quergebäude befand sich in der zweiten Hälfte des 18. Jahrhunderts ein großer Festsaal, der Johann Adam Hillers Musikübender Gesellschaft von 1775 bis zum Umzug ins Leipziger Gewandhaus 1781 als Veranstaltungsort für Konzerte diente.